# Beno Gutenberg
Pour les articles homonymes, voir Gutenberg.
Beno Gutenberg, né le 4 juin 1889 à Darmstadt (Allemagne) et mort le 25 janvier 1960 à Pasadena (Californie), est un géologue et sismologue allemand puis américain. Il collabore étroitement avec Charles Richter. La loi de Gutenberg-Richter et la discontinuité de Gutenberg portent son nom.

## Biographie
Beno Gutenberg est né à Darmstadt, en Allemagne et obtient son doctorat à l'université de Göttingen en 1911. Il occupe ensuite un poste dans les universités allemandes de Strasbourg et Francfort. Fuyant le régime nazi, il rejoint le California Institute of Technology (Caltech) en 1929.
Il est le premier à calculer, en 1912, la profondeur de la discontinuité entre le manteau inférieur et le noyau externe de la Terre (le noyau liquide est découvert en 1906 par Oldham). Au California Institute of Technology, il côtoie Charles Francis Richter et développe avec lui l'échelle de magnitude locale. Il établit aussi, toujours en collaboration avec Richter, la relation entre l'énergie et la magnitude sismique. En 1954, lui et Charles Richter établissent la carte précise de la répartition des séismes, à l'exception des fosses, où les séismes existent jusqu'à 2 700 km de profondeur. Gutenberg met en évidence une « zone d'ombre » où les ondes P ne sont pas enregistrées par les sismographes.
De 1946 à 1957, il est directeur du laboratoire de sismologie de Caltech.

## Récompenses
- 1952 : prix Charles-Lagrange
- 1953 : médaille William-Bowie